# Ficus tricolor
Ficus tricolor är en mullbärsväxtart som beskrevs av Friedrich Anton Wilhelm Miquel. Ficus tricolor ingår i släktet fikonsläktet, och familjen mullbärsväxter.

## Underarter
Arten delas in i följande underarter:
- F. t. robusta
- F. t. serroh